# Uボート 最後の決断
『Uボート 最後の決断』（原題：In Enemy Hands）は、2003年制作のアメリカ合衆国の戦争映画。
第二次世界大戦中のドイツ海軍潜水艦Uボートの艦内を舞台に、乗組員と捕虜となったアメリカ海軍兵が敵対関係を乗り越えて逆境に立ち向かう様を描く。

## あらすじ
第二次世界大戦中の1943年の大西洋。アメリカ海軍の潜水艦ソードフィッシュ号はUボート艦隊「ウルフパック」撃滅のため出撃したが、艦内では伝染病の一種である髄膜炎が蔓延していた。
そんな中、ソードフィッシュ号はUボートに遭遇、攻撃を開始するが、逆に攻撃で損傷を受け艦は沈没、何とか生き延びたサリヴァン艦長やトラヴァーズ先任伍長ら数名はそのUボート「U-429」に救出され、捕虜として乗せられる。
彼らの救出を決断したヘルト艦長に対し、乗組員たちは不満を持つ者も多く、さらに髄膜炎がU-429艦内にも蔓延し始め、雰囲気は険悪だった。
そこへアメリカ海軍の駆逐艦が出現、U-429は攻撃で損傷を受け窮地に陥る。
ヘルト艦長はトラヴァーズに対して全員が生き残る道として浮上し、駆逐艦に助けを求める事を提案する。双方の激しい反発の中、その提案をトラヴァーズは受け入れ、皆で協力して艦を動かす事になる。

## キャスト
| 役名                           | 俳優                         | 日本語吹替 |
| ------------------------------ | ---------------------------- | ---------- |
| ネイサン“ネイト”・トラヴァーズ | ウィリアム・H・メイシー      | 納谷六朗   |
| ヨナス・ヘルト                 | ティル・シュヴァイガー       | 小山力也   |
| ルートヴィヒ・クレーマー       | トーマス・クレッチマン       | 郷田ほづみ |
| ジェイソン・アバーズ           | ジェレミー・シスト           |            |
| バック・クーパー               | カーマイン・ジョヴィナッツォ | 高橋圭一   |
| テディ・グッドマン副長         | クラーク・グレッグ           |            |
| ランダル・“ランド”・サリヴァン | スコット・カーン             | 伊藤健太郎 |
| ダニー・ミラー                 | イアン・サマーホルダー       |            |
| レイチェル・トラヴァーズ       | ローレン・ホリー             | 田中敦子   |
| ケンツ提督                     | ザンダー・バークレイ         |            |
| クリストフ                     | アンディ・ガテン             |            |
| ヴァージル・ライト             | サム・ハンティントン         |            |
| クラウス                       | レナ・ヘーガー               |            |
| 軍医                           | A.J.バックリー               |            |
| サミュエル・リトルトン艦長     | クリス・エリス               |            |
| アキレス艦長                   | ギャヴィン・フッド           |            |

その他、西凜太朗、小野大輔、飯島肇、古宮吾一、田中一永、藤井啓輔、志村貴博、鈴木貴征、赤城進、西嶋陽一